# Kishinouyea nagatensis
Kishinouyea nagatensis är en nässeldjursart som först beskrevs av Asajiro Oka 1897.  Kishinouyea nagatensis ingår i släktet Kishinouyea och familjen Kishinouyeidae. Inga underarter finns listade i Catalogue of Life.